# Kanabinoidni receptor tip 1
Kanabinoidni receptor tip 1 (CB1) je G protein spregnuti kanabinoidni receptor. CB1 je prvenstveno lociran u mozgu. On se aktivira endokanabinoidnim neurotransmiterima anandamidom i 2-arahidonoil gliceridom (2-AG); biljnim kanabinoidima, kao što je , aktivni sastojak psihoaktivnog leka kanabisa; i sintetičkim analozima THC, poput dronabinola.

## Struktura
CB1 receptor ima zajedničke strukturne karakteristike svih G protein spregnutih receptora. On poseduje sedam transmembranskih domena povezanih sa tri ekstracelularne i tri intracelularne petlje, ekstracelularni -terminus, i intracelularni -terminus. Ovi receptori mogu da postoje kao homodimeri, heterodimeri ili oligomeri kad su koizraženi sa jednom ili više klasa G protein spregnutih receptora. Uočeni heterodimeri su , oreksin 1/CB1, CB1/D2,. Mnogi drugi su možda stabilni jedino in vivo. Postoje dokaza da ovi receptori poseduju alosterno mesto vezivanja, koje može da postane biološki cilj za poboljšanje kliničkih modulatornih efekata kanabinoida.

## Mehanizam
CB1 receptor je presinaptički heteroreceptor koji moduliše otpuštanje neurotransmitera kad je aktiviran. On funkcioniše na način koji je zavistan od doze, stereoselektivan i senzitivan na pertuzijski toksin. CB1 receptor aktiviraju kanabinoidi, prirodno formirani u telu (Endokanabinoidi) ili uneseni kao kanabis ili srodno sintetičko jedinjenje.
Iz istraživanja proizilazi da je većina CB1 receptora spregnuta sa  proteinima. Pri aktivaciji, CB1 receptor deluje prvenstveno putem aktivacije , čime se snižava intracelularna cAMP koncentracija putem inhibicije enzima za njegovu produkciju, adenilat ciklaze, i povišava koncentracija mitogenom-aktivirane proteinske kinaze (MAP kinaze). Alternativno, u nekim retkim slučajevima aktivacija CB1 receptora može da bude spregnuta sa  proteinima, koji stimulišu adenilat ciklazu. Poznato je da cAMP služi kao sekundarni glasnik koji se spreže sa mnoštvom jonskih kanala, uključujući unutrašnje ispravljajuće kalijumske kanale (Kir ili IRK), i kalcijumove kanale, koji se aktiviraju cAMP zavisnom interakcijom sa molekulima poput proteinske kinaze A (PKA), proteinske kinaze C (PKC), Raf-1, ERK, JNK, p38, c-fos, c-jun i drugim. Funkcionalno, inhibicija intraćelijskog cAMP izražavanja skraćuje trajanje presinaptičkog akcionog potencijala, produžavajući kalijumske struje A-tipa, što je normalno inaktivirano nakon fosforilacije PKA-om. Ova inhibicija postaje izraženija pri aktivaciji CB1 receptora da bi se ograničio ulaz kalcijuma u ćeliju. Pošto je presinaptički ulaz kalcijuma neophodan za otpuštanje vezikule, ova funkcija će umanjiti ulaz trasmitera u sinapse. Relativni doprinos svakog od ova dva inhibitorna mehanizam zavisi od varijanse izražavanja jonskih kanala u datom ćelijskom tipu.
CB1 receptor se može modulisati putem alosternih sintetičkih liganda u pozitivnom i negativnom maniru. In vivo izlaganje THC ligandu umanjuje dugotrajnu potencijaciju i dovodi do redukcije fosforilisanog CREB.
Ukratko, aktivnost CB1 receptora je spregnuta sa jonskim kanalima, na sledeći način:
- Pozitivno sa unutrašnje ispravljajućih i A-tipom izvoznih kalijumskih kanala.
- Negativno sa D-tipom izvoznih kalijumskih kanala
- Negativno sa N-tipom i P/Q tipom kalcijumskih kanala.

## Izražavanje
CB1 receptor je kodiran genom CNR1, lociranim na ljudskom hromozomu 6. Dve transkriptne varijante koje kodiraju različite izoforme su opisane za ovaj gen. CNR1 ortolozi su identifikovani kod većine sisara.
1 receptor je izražen presinaptički na glutaminergičnim i GABAergičnim neuronima i efektivno deluje kao neuromodulator koji inhibira otpuštanje glutamata i GABA. Višestruka administracija agonista može da dovede do internalizacije i/ili redukcije signalizacije receptora.
Inverzni agonist MK-9470 omogućava formiranje in vivo slika distribucije CB1 receptora u ljudskom mozgu pomoću pozitronske emisione tomografije.

## Literatura
- Oddi, S.; Spagnuolo, P.; Bari, M.; Dagostino, A.; MacCarrone, M. (2007). „Differential Modulation of Type 1 and Type 2 Cannabinoid Receptors along the Neuroimmune Axis”. International review of neurobiology. International Review of Neurobiology. 82: 327—337. ISBN 978-0-12-373989-6. PMID 17678969. doi:10.1016/S0074-7742(07)82017-4.
- Gérard, C. M.; Mollereau; Vassart; Parmentier (1991). „Molecular cloning of a human cannabinoid receptor which is also expressed in testis”. The Biochemical journal. 279 (1): 129—134. PMC 1151556 . PMID 1718258. Пронађени су сувишни параметри: |author2= и |last2= (помоћ); Пронађени су сувишни параметри: |author3= и |last3= (помоћ); Пронађени су сувишни параметри: |author4= и |last4= (помоћ)
- MR, Hoehe; L, Caenazzo; MM, Martinez (1991). „Genetic and physical mapping of the human cannabinoid receptor gene to chromosome 6q14-q15”. New Biol. 3 (9): 880—5. PMID 1931832.
- LA, Matsuda; SJ, Lolait; MJ, Brownstein (1990). „Structure of a cannabinoid receptor and functional expression of the cloned cDNA”. Nature. 346 (6284): 561—4. Bibcode:1990Natur.346..561M. PMID 2165569. doi:10.1038/346561a0.
- Gérard C, Mollereau C, Vassart G, Parmentier M (1991). „Nucleotide sequence of a human cannabinoid receptor cDNA”. Nucleic Acids Res. 18 (23): 7142. PMC 332788 . PMID 2263478. doi:10.1093/nar/18.23.7142.
- D, Shire; C, Carillon; M, Kaghad (1995). „An amino-terminal variant of the central cannabinoid receptor resulting from alternative splicing”. J. Biol. Chem. 270 (8): 3726—31. PMID 7876112. doi:10.1074/jbc.270.8.3726.
- Bonaldo MF, Lennon G, Soares MB (1997). „Normalization and subtraction: two approaches to facilitate gene discovery”. Genome Res. 6 (9): 791—806. PMID 8889548. doi:10.1101/gr.6.9.791.
- SP, Kenney; R, Kekuda; PD, Prasad (1999). „Cannabinoid receptors and their role in the regulation of the serotonin transporter in human placenta”. Am. J. Obstet. Gynecol. 181 (2): 491—7. PMID 10454705. doi:10.1016/S0002-9378(99)70583-1.
- Porcella A, Maxia C, Gessa GL, Pani L (2000). „The human eye expresses high levels of CB1 cannabinoid receptor mRNA and protein”. Eur. J. Neurosci. 12 (3): 1123—7. PMID 10762343. doi:10.1046/j.1460-9568.2000.01027.x.
- Mukhopadhyay S, Howlett AC (2001). „CB1 receptor-G protein association. Subtype selectivity is determined by distinct intracellular domains”. Eur. J. Biochem. 268 (3): 499—505. PMID 11168387. doi:10.1046/j.1432-1327.2001.01810.x.
- WJ, Murphy; E, Eizirik; WE, Johnson (2001). „Molecular phylogenetics and the origins of placental mammals”. Nature. 409 (6820): 614—8. PMID 11214319. doi:10.1038/35054550.
- Nong L, Newton C, Friedman H, Klein TW (2002). „CB1 and CB2 receptor mRNA expression in human peripheral blood mononuclear cells (PBMC) from various donor types”. Adv. Exp. Med. Biol. Advances in Experimental Medicine and Biology. 493: 229—33. ISBN 978-0-306-46466-9. PMID 11727770. doi:10.1007/0-306-47611-8_27.
- S, Leroy; N, Griffon; MC, Bourdel (2002). „Schizophrenia and the cannabinoid receptor type 1 (CB1): association study using a single-base polymorphism in coding exon 1”. Am. J. Med. Genet. 105 (8): 749—52. PMID 11803524. doi:10.1002/ajmg.10038.
- LG, Schmidt; J, Samochowiec; U, Finckh (2002). „Association of a CB1 cannabinoid receptor gene (CNR1) polymorphism with severe alcohol dependence”. Drug and alcohol dependence. 65 (3): 221—4. PMID 11841893. doi:10.1016/S0376-8716(01)00164-8.
- Lastres-Becker I; M, Cebeira; ML, de Ceballos (2002). „Increased cannabinoid CB1 receptor binding and activation of GTP-binding proteins in the basal ganglia of patients with Parkinson's syndrome and of MPTP-treated marmosets”. Eur. J. Neurosci. 14 (11): 1827—32. PMID 11860478. doi:10.1046/j.0953-816x.2001.01812.x.
- A, Petrelli; GF, Gilestro; S, Lanzardo (2002). „The endophilin-CIN85-Cbl complex mediates ligand-dependent downregulation of c-Met”. Nature. 416 (6877): 187—90. PMID 11894096. doi:10.1038/416187a.
- SM, Huang; T, Bisogno; M, Trevisani (2002). „An endogenous capsaicin-like substance with high potency at recombinant and native vanilloid VR1 receptors”. Proc. Natl. Acad. Sci. U.S.A. 99 (12): 8400—5. Bibcode:2002PNAS...99.8400H. PMC 123079 . PMID 12060783. doi:10.1073/pnas.122196999.
- H, Ujike; M, Takaki; K, Nakata (2002). „CNR1, central cannabinoid receptor gene, associated with susceptibility to hebephrenic schizophrenia”. Mol. Psychiatry. 7 (5): 515—8. PMID 12082570. doi:10.1038/sj.mp.4001029.
- Ho BY, Current L, Drewett JG (2002). „Role of intracellular loops of cannabinoid CB(1) receptor in functional interaction with G(alpha16)”. FEBS Lett. 522 (1–3): 130—4. PMID 12095632. doi:10.1016/S0014-5793(02)02917-4.
- I, Matias; P, Pochard; P, Orlando (2002). „Presence and regulation of the endocannabinoid system in human dendritic cells”. Eur. J. Biochem. 269 (15): 3771—8. PMID 12153574. doi:10.1046/j.1432-1033.2002.03078.x.

## Spoljašnje veze
- „Cannabinoid Receptors: CB1”. IUPHAR Database of Receptors and Ion Channels. International Union of Basic and Clinical Pharmacology. Архивирано из оригинала 05. 03. 2012. г.